# The Zoo (chanson)
Pour les articles homonymes, voir The Zoo.
Singles de Scorpions
Make it Real
(1980) No One Like You
(1982)
Pistes de Animal Magnetism
Only a Man Animal Magnetism
The Zoo est une chanson du groupe allemand de hard rock Scorpions qui apparaît sur l'album de 1980 Animal Magnetism en tant que huitième piste.

## Description
The Zoo a été composée par la paire habituelle Rudolf Schenker/Klaus Meine. Sur cette chanson le guitariste soliste du groupe, Matthias Jabs, fait usage d'une talk box ce qui est une première pour le groupe. Les paroles de la chanson plantent le décor dans la 42e rue à New York ce qui témoigne des efforts du groupe à l'époque pour aborder le marché américain, effort payant puisque l'album Animal Magnetism y sera certifié d'abord disque d'or puis de platine.
The Zoo a tout de suite connu un grand succès auprès des fans, participant au succès de l'album et devenant rapidement unes des chansons "signature" du groupe ainsi que la première à recevoir une diffusion importante à la radio aux États-Unis. Aujourd'hui considérée un classique du groupe et du hard rock années 1980[réf. nécessaire], The Zoo est jouée à chaque concert du groupe.

## Autres versions
Une version acoustique de la chanson apparaît sur l'album acoustique des Scorpions Acoustica, sorti en 2001.
The Zoo a également été reprise par :
- Iron Maiden en 1991 sur l'album B-Sides and Rarities
- le chanteur Bruce Dickinson en 1998 sur l'album Extreme Championchip Wrestling Compilation - Extreme Music
- Dream Theater en 2001 sur le DVD Metropolis 2000: Scenes from New York
- Black Earth en 2001 sur l'album Another Piece of Metal: Tribute to Scorpions
- Bang Tango en 2004 sur l'album The Ultimate Bang Tango - Rockers and Thieves
- Arch Enemy en 2011 sur l'album Khaos Legions